# 天文学振興財団
公益財団法人天文学振興財団（てんもんがくしんこうざいだん）は、天体科学に関する支援事業、公的には保有の難しい大型観測機器を保有することで天体科学研究の支援事業を実施している公益法人。元文部科学省高等学術研究振興局（科学技術振興機構と同じ）所管。天文学振興財団は、国立天文台の本部所在地と同じである。

## 概要
完全な国による予算及び人的管理から、大学研究利用機関法人へと有る程度経済的にも自立しなければならなくなったために設けられている財団。基本財産は、国立天文台発足時に、東京天文台、緯度観測所、名古屋大学空電研究所第3部が設置・運用していた財産を時価換算したことによる。その後設置した観測機器類に関しては、すばる望遠鏡を除き、レンタルもしくはリース扱いの物件もあるため、基本財産には組み入れていない。
現在、様々な支援プログラムを通じて、天体科学の研究者へ支援を実施。

## 理事の構成
民間の有識者及び国立天文台関係者が理事を務める。

## 支援プログラム
- 研究助成（国立天文台の公募研究への共同研究実施に対して、助成活動を実施）
- 国際交流支援（天文学研究における国際交流活動実施に対して、助成活動を実施）
- 国際研究集会参加支援（海外で開かれる研究シンポジウムや学会発表への出席に対して、渡航費の一部を支給）
- 国際研究集会開催支援（国内にて海外研究者を招請して実施する研究シンポジウムや国際学会運営において、運営費の一部を支給）
- スターウィーク参加団体支援（スターウィークに参加される団体への活動助成費を支給）

## 普及・啓発活動
- 国立天文台が実施する特別公開への後援。
- 日本国内における世界天文年2009実施支援団体

## グッズ販売
国立天文台内事務所とインターネットにて研究所の資料を下にしたグッズを販売している。グッズの売り上げは、各種活動における支援活動等で活用している。